# 다율고등학교
다율고등학교는 경기도 파주시에 개교 예정인 공립 고등학교이다.

## 학교 연혁
- 2026년 3월 1일 : 개교 예정